# MAN NL202
MAN A10 NL — сімейство міських низькопідлогових автобусів, що випускалися компанією MAN в період з 1989 по 1999 Рік.

## Інформація
Перший прототип MAN NL був представлений весною 1989 року для заміни автобусів сімейства MAN SL, в вересні 1989 модель вже пішла в серійне виробництво. У різний час автобус MAN NL202 підлягав модернізації. У 1992 році на зміну MAN 895 NL202 прийшли автобуси MAN A 10 NL. В даний час автобуси MAN NL202 притаманні приватним автобусним підприємствам. Перші автобуси випускалися в кузовах 895 та 899 NL202. В 1995 році моделі отримали індекс A10, з цим індексом випускалися моделі NL202, NL222, NL262, NL312.
З 1990 по 1992 рік на шасі MAN NL вироблялося сімейство зчленованих автобусів MAN A11 NG.
Місткість автобуса: 70-100 місць.
Для австрійського ринку автобуси випускала компанія Gräf & Stift, яка з 1971 року входить до складу концерну MAN.
В 1999 році було представлене сімейство автобусів MAN A20 NL, яке прийшло на зміну сімейству A10.

## Модельний ряд
- MAN A10 NL202 — модель з двигуном MAN D0826LUH03, випускалася з 1989 до 1999.
- MAN A10 NL222 — модель з двигуном MAN D0826LUH12, випускався з 1994 до 1999.
- MAN A10 NL252 — модель з двигуном MAN D0826LUH06, випускався з 1994 до 1996.
- MAN A10 NL262 — модель з двигуном MAN D2866LUH-22, випускався з 1992 до 1998.
- MAN A10 NL312 — модель з двигуном MAN D2865LUH07, випускався з 1995 до 1997.

## Приладова панель
Приладова панель автобуса MAN NL202 складається з спідометра, ручного гальма, панелі IBIS, касового апарату, перемикачів освітлення, панелі світлосигналізації і допоміжних приладів. Автобуси, що випускалися з 1997 року, мали оновлену панель, подібну автобусам сімейства MAN A20/A21

## В ігровій та сувенірній індустрії
Автобус MAN NL202 присутній в грі OMSI 2.